# Ottosäule

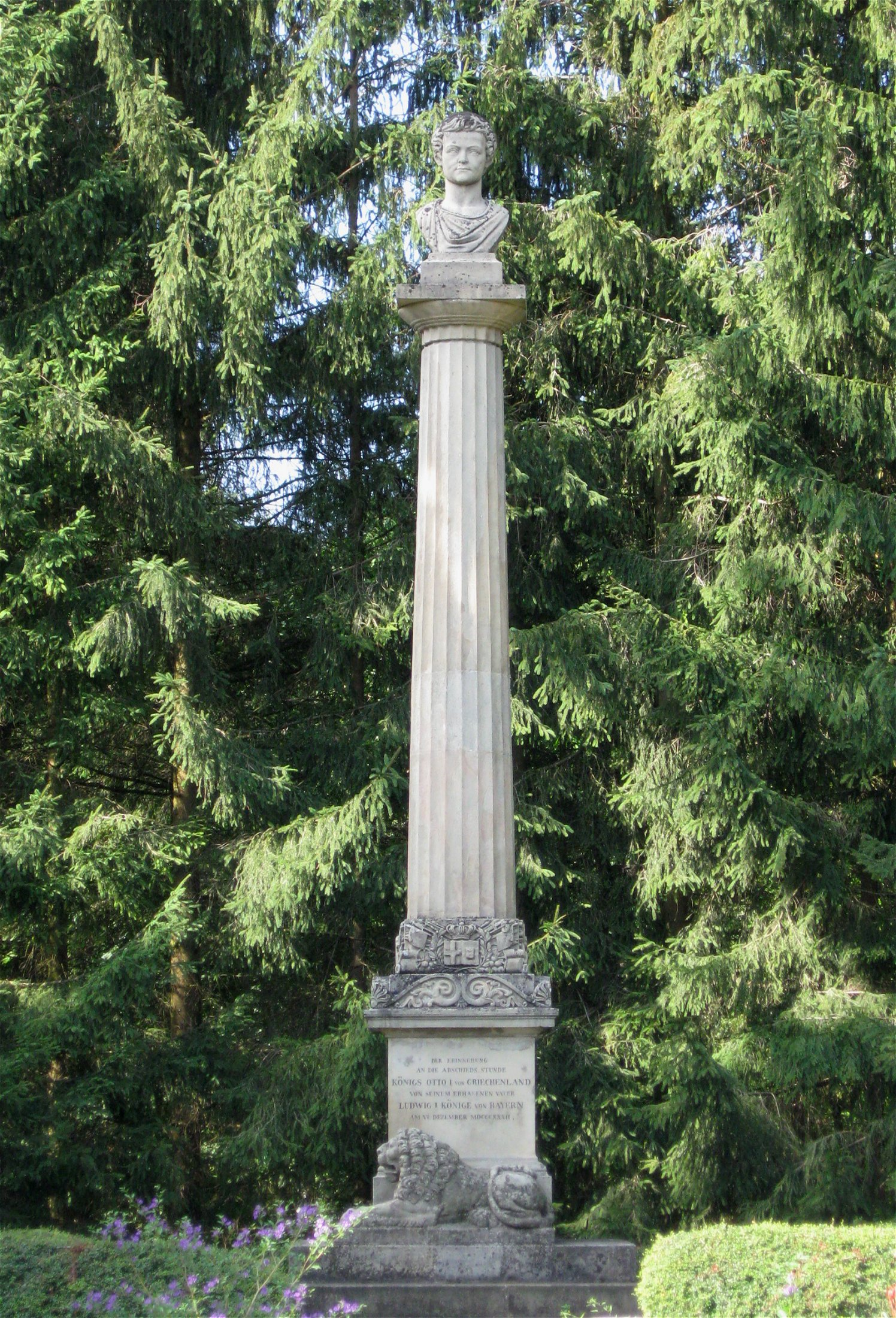
LOttosäule.

L'Ottosäule (en allemand : « colonne d'Othon ») est une colonne commémorative située à Ottobrunn, en Bavière. De style dorique, elle marque l'endroit exact où le prince Othon de Bavière fit ses adieux à son père, le roi Louis Ier, et partit pour la Grèce, où il avait récemment été élu souverain, le 6 décembre 1832. 
L'Ottosäule est le seul monument historique d'Ottobrunn. Son image se retrouve sur les armoiries de la ville.